# Carol Dweck
Carol S. Dweck (née le 17 octobre 1946) est professeur de psychologie sociale à l'Université Stanford. Elle a obtenu son diplôme universitaire au Barnard College en 1967 et son doctorat à l'Université Yale en 1972. Elle a enseigné à l'Université Columbia, l'Université Harvard et l'Université de l'Illinois avant de rejoindre le personnel académique de Stanford en 2004.

## Contributions
Les intérêts de recherche principaux de Carol Dweck concernent la motivation,,, la personnalité, et le développement. Elle donne des cours sur le développement social et de la personnalité de même que sur la motivation.
Sa principale contribution à la psychologie sociale réside dans les théories implicites de l'intelligence. Ceci est présenté dans son livre intitulé Changer d'état d'esprit : Une nouvelle psychologie de la réussite (en), publié en 2006 en langue anglaise (Mindset: The New Psychology of Success) et traduit en français en 2010. Selon Dweck, les individus peuvent être placés sur un continuum selon leur vision implicite de l'origine de la capacité. Certains pensent que leurs réussites sont basées sur une capacité innée ; ils sont considérés comme ayant une théorie de l'intelligence "fixe". D'autres, qui pensent que leurs réussites sont basées sur le dur labeur et l'apprentissage, sont considérés comme ayant une théorie de l'apprentissage "de développement", ou "incrémentale". Les individus ne sont pas nécessairement conscients de leur propre état d'esprit, mais ce dernier peut être déduit de leur comportement. C'est particulièrement évident dans leur réaction à l'échec. Les individus à l'état d'esprit fixe craignent l'échec car il constitue une affirmation négative par rapport à leurs capacités de base, alors que les individus avec un  état d'esprit de développement ne se soucient pas tant de l'échec car ils prennent conscience que leur performance peut être améliorée. Ces deux états d'esprit jouent un rôle important dans tous les aspects de la vie. Dweck soutient que l'état d'esprit de développement permet de vivre une vie moins stressante et plus accomplie.
C'est important car (1) les individus avec une théorie "de développement" sont plus susceptibles de continuer à travailler dur en dépit des revers et (2) les théories de l'intelligence des individus peuvent être affectées par des indices environnementaux subtils. Par exemple, les enfants que l'on complimente par des affirmations comme "excellent, tu es très intelligent" sont beaucoup plus susceptibles de développer un état d'esprit fixe, alors que ceux à qui l'on dit "excellent, tu as fait tout ton possible" sont susceptibles de développer un état d'esprit de développement. En d'autres mots, il est par exemple possible d'encourager les élèves à persister en dépit d'un échec en les encourageant à penser à l'apprentissage d'une certaine façon.

## Quelques-unes de ses publications
- Carol S. Dweck (trad. de l'anglais par J.-B. Dayez), Changer d’état d’esprit : Une nouvelle psychologie de la réussite, Wavre, Mardaga, 2010, 320 p. (ISBN 978-2-80470-034-8).
- (en) Dweck, C. S. (1999). Self-theories: Their role in motivation, personality and development. Philadelphia: Psychology Press.
- (en) Elliot, A. J., & Dweck, C. S. (Eds.) (2005). Handbook of competence and motivation. New York: Guilford.
- (en) Heckhausen, J., & Dweck, C. S. (Eds.) (1998). Motivation and self-regulation across the life span. Cambridge: Cambridge University Press.

## Sources
- (en) New York Times, Unboxed: If You’re Open to Growth, You Tend to Grow, July 6, 2008.
- (en) Stanford News Service press release: Fixed versus growth intelligence mindsets: It's all in your head, Dweck says
- (en) Lisa Trei, "New study yields instructive results on how mindset affects learning", Stanford Report, Feb. 7, 2007
- (en) Indiana University Human Intelligence project profile
- Columbia University curriculum vitæ
- (en) Dweck, C.S., & Bempechat, J. (1983). Children’s theories of intelligence: Implications for learning. In S. Paris, G. Olson, and H. Stevenson (Eds.) Learning and motivation in children. Hillsdale, NJ: Erlbaum.